# Elbroes
De Elbroes (Russisch: Эльбрус) is een stratovulkaan in de Grote Kaukasus, in het zuidwesten van de autonome Russische republiek Kabardië-Balkarië, vlak bij de grens met Georgië en de autonome Russische republiek Karatsjaj-Tsjerkessië. De vulkaan is sinds ongeveer 2000 jaar ingeslapen en is met 5642 m de hoogste berg van Europa, Rusland en de Kaukasus. De berg heeft twee toppen. In het Balkaars, de taal van de lokale bevolking aan de voet van de berg, heet de berg Mingi-Tau. De 4978 meter hoge Koekoertli-Kolbasji is onderdeel van het massief van de Elbroes.
In de klassieke oudheid stond de berg bekend onder de naam Strobilus. Volgens de Griekse mythologie was Prometheus in dit gebergte vastgeketend.
Van augustus 1942 tot februari 1943 werd de berg bezet door nazi-Duitsland.

Elbroes 3D
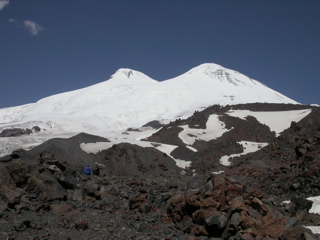
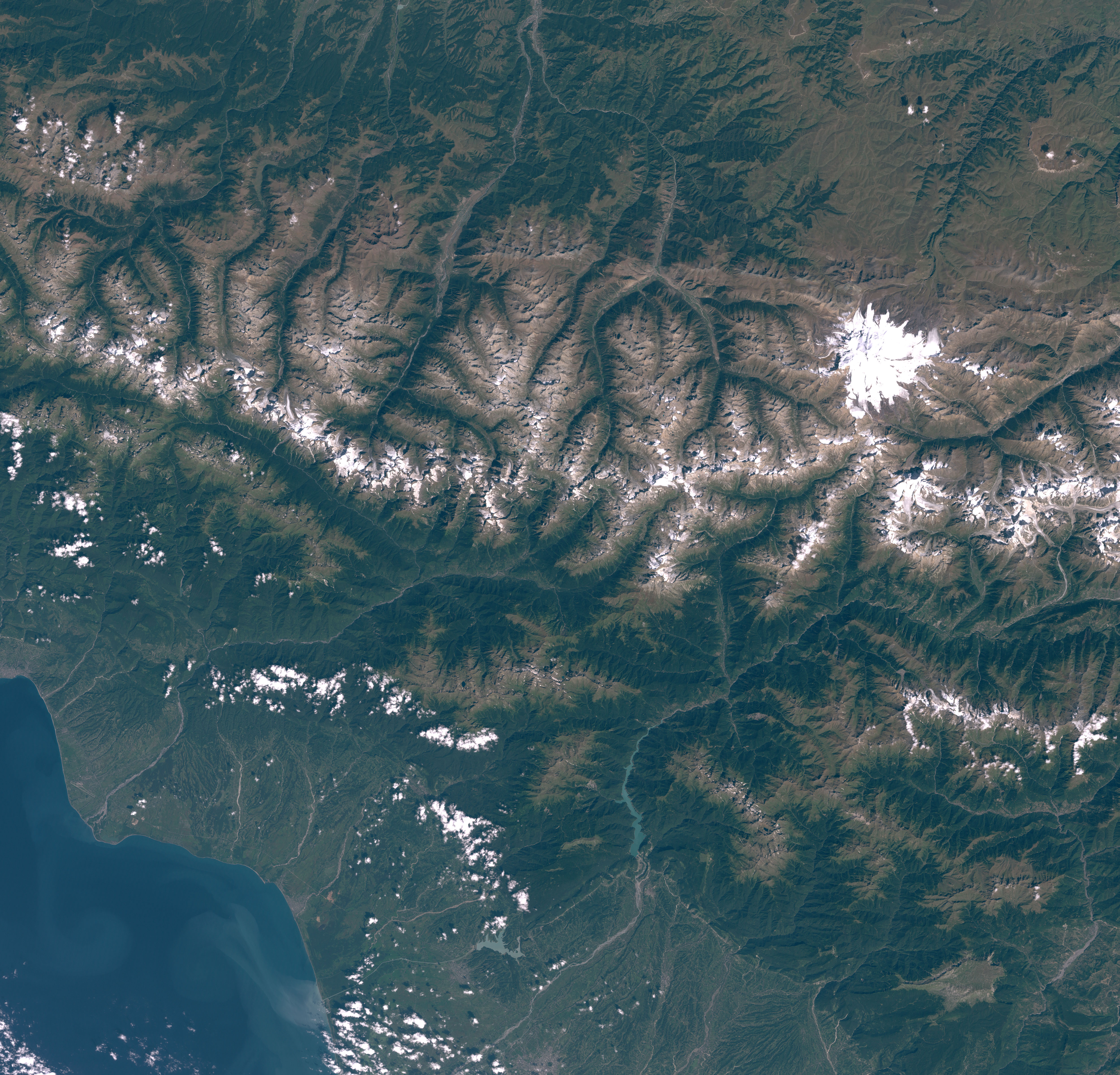
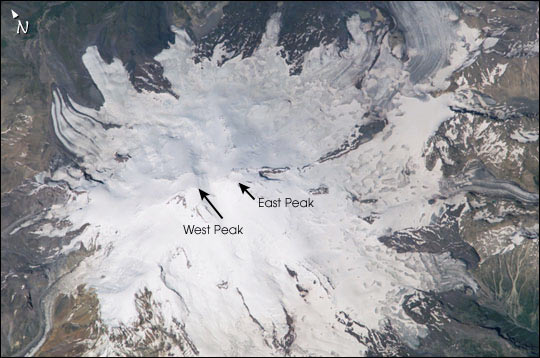
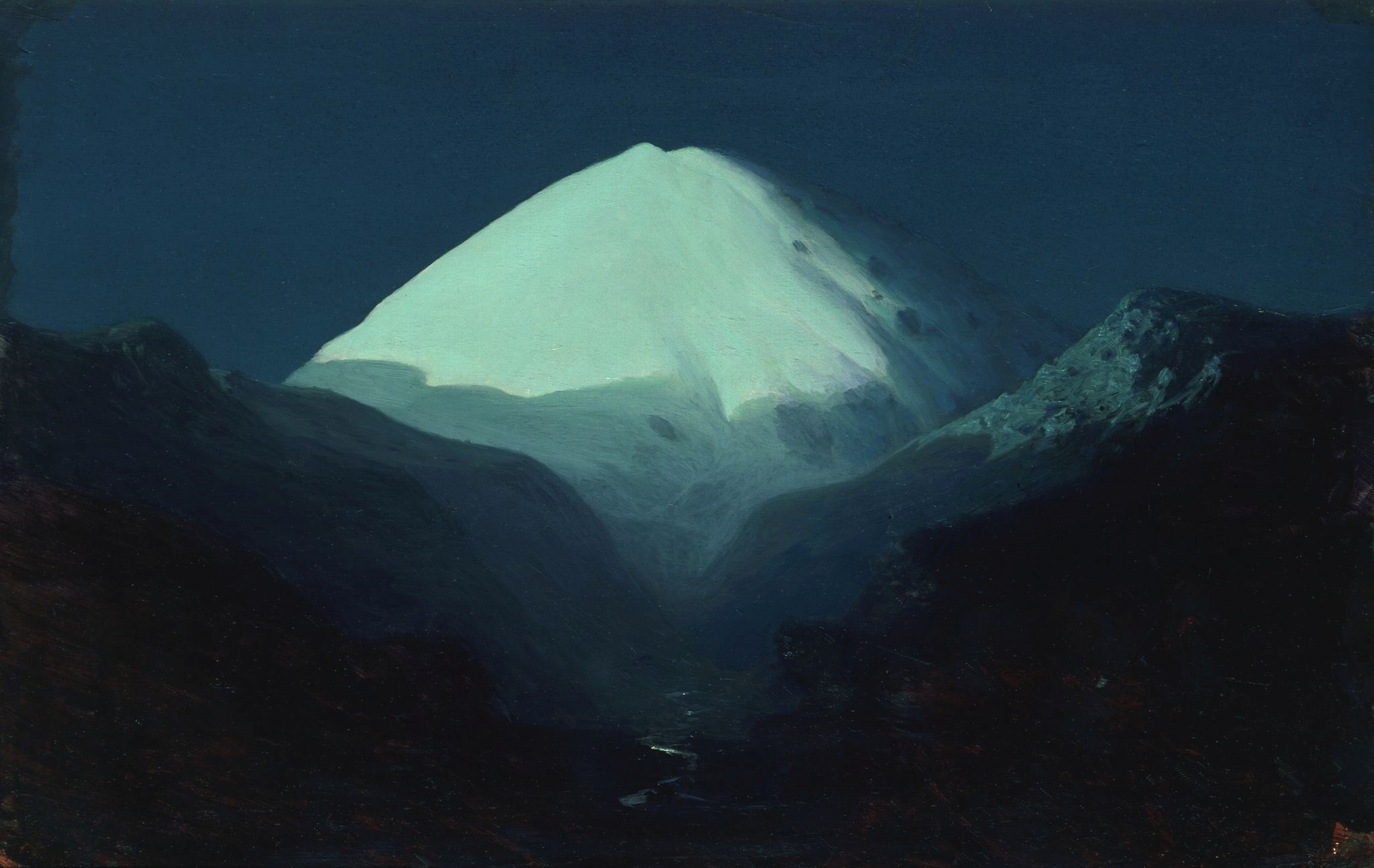